# Jupiaba acanthogaster
Jupiaba acanthogaster är en fiskart som först beskrevs av Eigenmann, 1911.  Jupiaba acanthogaster ingår i släktet Jupiaba och familjen Characidae. Inga underarter finns listade i Catalogue of Life.